# Lauren Ash
 (avril 2016).
Si vous disposez d'ouvrages ou d'articles de référence ou si vous connaissez des sites web de qualité traitant du thème abordé ici, merci de compléter l'article en donnant les références utiles à sa vérifiabilité et en les liant à la section « Notes et références ».
Pour les articles homonymes, voir Ash.
Lauren Ash, née le 4 février 1983 à Belleville (Ontario), est une actrice canadienne.

## Biographie
Lauren Ash  est diplômée de la Second City Toronto Mainstage et de la Second City Chicago. Elle est une stricte féministe et une démocrate libéral convaincue. Elle possède deux maisons : une à Los Angeles aux États-Unis et une autre à Toronto au Canada.

## Carrière
Lauren Ash fait partie du duo comiques de sketch Cory!. Elle a joué plusieurs rôles dans Scare Tactics ainsi que le rôle de Bernie dans Almost Heroes. Elle avait un rôle récurrent dans The Ron James Show et elle a fait des apparitions en tant que guest-star dans Lost Girl, Cracked, Bomb Girls ainsi que dans Call Me Fitz.
Elle a joué un petit rôle dans le film nommé aux Oscars, Une fiancée pas comme les autres. Elle est aussi la voix de Sam dans la série animée canadienne Célibataire cherche.
Elle a aussi fait partie du casting de la sitcom Super Fun Night aux côtés de Rebel Wilson et de Liza Lapira. Malheureusement, la série n'est pas renouvelée pour une seconde saison.
Depuis 2015, elle joue dans deux séries : la première, Another Period, dans laquelle elle joue le rôle de Hortense Bellacourt aux côtés notamment de Paget Brewster. La seconde série est Superstore dans laquelle elle joue le rôle de Dina aux côtés, cette fois-ci, de Ben Feldman et de America Ferrera.

## Récompenses
Elle a gagné deux fois le Canadian Comedy Award pour la meilleure improvisatrice en 2006 et 2007. Elle l'a aussi gagné pour la meilleure performance par une femme à la télévision pour Almost Heroes en 2012, pour le meilleur jeu comique en 2008, pour la meilleure troupe de sketch en 2006 et pour la meilleure performance par une femme dans un long-métrage pour son rôle de Carol dans le film Dirty Singles.

## Filmographie

### Cinéma
- 2007 : Une fiancée pas comme les autres : Holly
- 2008 : Camille : une serveuse
- 2011 : Calvin's Dream: Sylvia
- 2012 : S is for Bird : Sunny
- 2014 : Dirty Singles : Carol
- 2014 : Apple's Hack Proof iPhone (Court-Métrage) :
- 2015 : Paul Blart: Mall Cop 2 : Mindy

### Télévision
- 2006 : The Wilkinsons : Scarlett Tucker
- 2006 : Runaway : Officier de Police (1x08)
- 2007 : Across the River to Motor City : Vicki (1x05)
- 2008 : Facebook of Revelations - Robots : A6 (Mini-Série)
- 2008 : Facebook of Revelations - Puppy : Femme de Murray (Mini-Série)
- 2008 : Facebook of Revelations - Heroes : Lenore (Mini-Série)
- 2009 : Howie Do It : (11 épisodes)
- 2009 : Hotbox (1x02 / 1x05 / 1x06)
- 2009 - 2010 : Célibataire cherche : Sam Goldman (Voix) / Danica Morris (Voix)
- 2010 - 2013 : The Ron James Show (6 épisodes)
- 2010 - 2013 : Scare Tactics : Différents Rôles (12 épisodes)
- 2011 : Almost Heroes : Bernie (8 épisodes)
- 2012 : Tous en slip ! : Puma (Voix) (2x07)
- 2013 : Bomb Girls : Olga (2x01)
- 2013 : Cracked : Officier Kelly Morris (1x06)
- 2013 : Lost Girl : Jane (3x08)
- 2013 : Call Me Fitz : Sidekick Sadie (4x02)
- 2013-2014 : Super Fun Night : Marika
- 2014 : Spun Out : Julie Anderson (1x04)
- 2015-2016 : Another Period : Hortense Bellacourt
- 2015 - 2021 : Superstore : Dina
- 2017 : Bill Nye Saves the World : Feuille de chou (1x08)
- 2018-2020 : She-Ra et les princesses au pouvoir : Scorpia (Voix)
- 2023 : Not Dead Yet : Lexi